# Associazione Sportiva Tevere Roma 1963-1964
Questa voce raccoglie le informazioni riguardanti l'Associazione Sportiva Tevere Roma nelle competizioni ufficiali della stagione 1963-1964.

## Rosa
| N. |                   | Ruolo | Calciatore        |
| -- | ----------------- | ----- | ----------------- |
|    | Italia (bandiera) |       | Angelo Becchetti  |
|    | Italia (bandiera) | D     | Ferruccio Bimbi   |
|    | Italia (bandiera) | D     | Bemito Boscolo    |
|    | Italia (bandiera) | C     | Mauro Brusadin    |
|    | Italia (bandiera) | A     | Giovanni Casciani |
|    | Italia (bandiera) | C     | Fernando Cerri    |
|    | Italia (bandiera) |       | Ciccozzi          |
|    | Italia (bandiera) | A     | Raffaello Ciocca  |
|    | Italia (bandiera) | C     | Mario Colautti    |
|    | Italia (bandiera) | D     | Adriano Da Pian   |
|    | Italia (bandiera) | C     | Pasquale Di Leo   |
|    | Italia (bandiera) | A     | Umberto Fabiani   |
|    | Italia (bandiera) | A     | Giancarlo Filini  |

| N. |                   | Ruolo | Calciatore         |
| -- | ----------------- | ----- | ------------------ |
|    | Italia (bandiera) |       | Firmani            |
|    | Italia (bandiera) | A     | Fulvio Fusco       |
|    | Italia (bandiera) | A     | Gaetano Gaeta      |
|    | Italia (bandiera) | D     | Giuseppe Galvanin  |
|    | Italia (bandiera) | A     | Igino Gasparini    |
|    | Italia (bandiera) | C     | Paolo Gaudini      |
|    | Italia (bandiera) | P     | Giuseppe Leonardi  |
|    | Italia (bandiera) | C     | Claudio Merlo      |
|    | Italia (bandiera) |       | Peronace           |
|    | Italia (bandiera) | C     | Francesco Scaratti |
|    | Italia (bandiera) | D     | Roberto Scichilone |
|    | Italia (bandiera) | D     | Giosué Stucchi     |
|    | Italia (bandiera) | P     | Franco Superchi    |
|    | Italia (bandiera) | C     | Roberto Tamburlini |